# Јапански носачи авиона класе Унрју
Бродови класе Унрју била је серија од 6 Јапанских носача авиона грађених за време Другог светског рата, насталих на бази носача авиона Хирју. Свега три брода су завршена пре краја рата.

## Историја
У 1941. години јапански Адмиралштаб је увидео снагу и борбену издржљивост већих састава носача авиона. Зато је одлучено да се крене у серијску градњу носача авиона, по петом програму за попуну флоте. По том програму одвојена су средства за градњу 6 носача класе Унрју. Изградња првих серија носача авиона у јапану дала је могућност бродоградитељима да усаврше пројекте успешних бродова Шокаку и Таихо. Међутим за градњу тих бродова била су потребна велика финансијска средства, каквих Јапанска империја у том тренутку није располагала. Нови пројекат за класу Унрју био је компромис између цене градње брода и борбених особина. Прва три брода почела су да се граде 1942. а следећа три 1943. године. По бродоградитељском плану у 1942. години поручено је још 11 бродова класе Унрју, но ниједан од њих није започет са градњом, нити су добили имена, већ су носили ознаке: 800, 5002, 5005, 5008-5015.
Труп нових носача авиона био је практично идентичан трупу носача авиона Хирју, али за разлику од њега острвска надградња се код њих налазила на десном боку и била је значајно увећана. Повећање тежине надградње је компензирано са појачаним надводним боком на левој страни трупа. Број лифтова за авионе смањен је на два (прамчани и крмени), а конструкција саме палубе била је ојачана. Оклопни појас дебљине 25 mm се простирао у пределу машинског и котловског одељења, складишта муниције и цистерни за гориво. Над тим одељењима била је оклопна палуба дебљине 45 mm. Против торпедна заштита била је значајно појачана у поређењу са носачем Хирју. Труп је био подељен на велики број водонепропусних одсека, постављен је нови водоодливни систем и против торпедна преграда дебљине 50 mm. Да би се смањила опасност од пожара, уређаји за пуњење и наоружавање авиона постављени су на полетној палуби, хангарна палуба је подељена ватреноотпорним жалузинама а постављен је и нови против-пожарни систем. Магацини за муницију и цистерне са горивом били су заштићени бетонским блоковима. Резерва авио бензина била је смањена на 216 тона. Унрју, Амаги, Касаги и Икома су имали исте погонске уређаје као Сорју, Хирју и крстарице класе Могами, док су Кацураги и Асо добили погонске уређаје као код разарача, стим што су прилагођени постављању на носаче авиона.
Сви бродови су имали по 8 котла „Канпон“ типа „Рју-Го“. Бродови су имали по два лифта за авиона размере 14×14 метара и 9 каблова за аерозаустављање. За заустављање оштећених и хаварисаних авиона била је монтирана баријера тип 3, која је могла да задржи авиона тежине до 6.500 килограма. Универзално наоружање на бродовима чинило је 12 топа 127/40 mm смештених у 6 двоцевних кула. Пет од тих кула било је полуотворено (тип А1), а једна скроз затворена (тип А2). Против-авионска артиљерија се састојала од 17 троцевних топова 25/60 mm тип 96. Управљање ватром из топова 127 mm вршено је са три стражарска места тип 94 модел 2. На сваком од тих места налазио се телеметар тип 89 и опрема за управљање против-авонском ватром тип 94 модел 1. Малокалибарским топовима се управљало помоћу 10 нишанских места тип 95. Као средство за рано упозоравање служила су два радара за откривање ваздушних и надводних циљева тип 21, и један за откривање ваздушних циљева тип 13. 

## Тактичко-техничке карактеристике
|                            | Носач авиона Унрју            | Носач авиона Амаги            | Носач авиона Кацураги          |
| -------------------------- | ----------------------------- | ----------------------------- | ------------------------------ |
| Стандардна тежина:         | 17.150 тона                   | 17.460 тона                   | 17.260 тона                    |
| Пуна тежина:               | 22.400 тона                   | 22.800 тона                   | 22.523 тоне                    |
| Дужина:                    | 227.40 метара                 | 227.40 метара                 | 227.40 метара                  |
| Ширина:                    | 22 метара                     | 22 метара                     | 22 метара                      |
| Газ (средњи):              | 7.85 метара                   | 7.85 метара                   | 7,76 метара                    |
| Полетна палуба:            | 216.90×27 метара              | 216.90×27 метара              | 214,50×27                      |
| Погон:                     | 8 котла „Канпон“              | 8 котла „Канпон“              | 8 котла „Канпон"               |
| Снага:                     | 152.000 КС (4 парне турбине)  | 152.000 КС (4 парне турбине)  | 104.000 КС (4 парне турбине)   |
| Брзина:                    | 34 чвора                      | 34 чвора                      | 32,2 чвора                     |
| Даљина пловљења:           | 8.000 наутичких миља/18 чвора | 9.700 наутичких миља/18 чвора | 10.000 наутичких миља/18 чвора |
| Количина горива:           | 2400 тона нафте               | 2400 тона нафте               | 2400 тона нафте                |
| Посада:                    | 1459 човека                   | 1595 човека                   | 1500 човека                    |
| Универзална артиљерија:    | 6×2 топа 127                  | 6×2 топа 127                  | 6×2 топа 127                   |
| Противавионска артиљерија: | 17×3 топа 25                  | 17×3 топа 25                  | 17×3 топа 25                   |
| Авиогрупа:                 | 48+7                          | 61+6                          | 40+4                           |
| Ловци:                     | 12+2 А6М2                     | 23 А6М2                       | 18+2 А6М5ц                     |
| Обрушавајући бомбардери:   | 18+3 Д4Ј1                     | 18+3 Д1А2                     | 18+2 Б7А                       |
| Торпедоносци:              | -                             | 18+3 Б6Н                      | -                              |
| Извиђачи:                  | 18+2 Д4Ј1-Ц                   | -                             | 4 Ц6Н1                         |

## Модернизација
Током октобра 1944. године, Унрјуо добија допунски 4 троцевна топа 25 mm, а Амаги и Кацураги по 5, такође на та два брода се монтирају 23 једноцевна топа 25 mm. Тако је број против-авионских топова 25 mm доведено на 63 ког Унрјуа и 89 код Амагија и Кацурагија. Поред тога сва три носача авиона су добила по 6 уређаја са по 28 невођених ракетних пројектила 120 mm. 

## Бродови
| Име      | Место градње | Почетак градње    | Поринуће            | Примљен у флоту  |
| -------- | ------------ | ----------------- | ------------------- | ---------------- |
| Унрју    | Јокосука     | 1. август 1942.   | 25. септембар 1943. | 6. август 1944.  |
| Амаги    | Нагасаки     | 1. октобар 1942.  | 15. октобар 1943.   | 10. август 1944. |
| Кацураги | Куре         | 8. децембар 1942. | 19. април 1944.     | 8. октобар 1944. |
| Касаги   | Нагасаки     | 14. април 1943.   | 19. октобар 1944.   | -                |
| Асо      | Куре         | 8. јун 1943.      | 1. новембар 1944.   | -                |
| Икома    | Кобе         | 5. јун 1943.      | 17. новембар 1944.  | -                |

### Унрју
Дана, 6. августа 1944. године брод је уписан у списак флоте у састав 1. дивизије носача авиона. Од 30. октобра до 7. новембра 1944. је заставни брод вицеадмирала Озаве. На путу за Филипине где је требало да достави 30 самоубилачких бомби „Ока“ бива погођен торпедима са америчке подморнице Редфиш услед чега тоне 19. децембра 1944. године.

### Амаги
Брод је уврштен у флоту 10. августа 1944. године у састав 1. дивизије носача авиона. Након завршене борбене обуке посаде, Амаги стиже фебруара 1945. године у базу Куре. Током јула 1945. више пута нападан од америчких авиона који му наносе тешка оштећења, услед којих брод 29. јула 1945. године тоне. Труп је извађен и предат на сечење 1947. године.

### Кацураги
Дана, 8. октобра 1944. године Кацураги је уписан у списак флоте у састав 1. дивизије носача авиона, мада су бродоградитељски радовина на њему завршени тек марта 1945. године. У борби није учествовао и након рата је разоружан и коришћен за пребацивање јапанских војника из Кине у Јапан. 

### Касаги, Асо и Икома
Иако су се налазили у градњи сва три брода су 8. октобра 1944. године уписана у списак флоте у састав 2. дивизије носача авиона. Током марта 1945. године бродоградитељски радови су прекинути након готовости: Касаги 85%, Асо 60% и Икома 60%. Након рата они су предати на сечење.